# Hakite
L'hakite è un minerale.